# Uddheden
Uddheden est une localité de Suède dans la commune de Sunne située dans le comté de Värmland.
Sa population était de 279 habitants en 2019.